# 江村夏樹
江村 夏樹（えむら なつき、1965年8月17日 - ）は、日本の作曲家、ピアニスト。

## 経歴
新潟県出身。東京芸術大学音楽学部作曲科中退。1985年から作曲家として、1989年からピアニストとして活動を開始する。1989年第3回日本現代音楽ピアノコンクールで本選に残り、高橋悠治『毛沢東詞三首』、イアニス・クセナキス『ヘルマ』、甲斐説宗『ピアノのための音楽 I 』、松平頼暁『アノテーション』、カールハインツ・シュトックハウゼン『第4 ピアノ曲 VII 』（課題曲）を演奏し、音楽芸術誌上で上野晃によって「悠治に似ている」と賞賛されピアニストとしてデビュー。

## 作風
第二次世界大戦後のヨーロッパの音楽上の前衛運動になじめず、世界のグローバル化も疑っている。そのため、ピエール・ブーレーズなどの総音列主義の作品は演奏せず、作曲でも（初期の数曲を除いて）システムを使っていない。作曲・演奏の両方で「作曲家・演奏家と聴衆のコミュニケーション」のありようを実験・試行し、その成立の背景や結果をウェブサイトに掲載するエッセイで跡づけし、自作の楽譜を公表している。
活動当初はポスト・ミニマル風の反復フラグメンツや新古典主義のフィギュアを参照していた時期もあったが、次第にそれから離脱し、『ピアノ舞踏』、『散らかす』、『ピアノ音楽 I 』などの鍵盤音楽で独自の境地に達している。強弱記号はかなり大まかにつけられているが、音の一つ一つの粒の際立ちは大きい。「ピアノ舞踏」以降の作品も多くの人々の手からかなり複雑な和音や共鳴を要求するようになっており、即興との決別もこれらの志向が影響した可能性はある。
頻繁にではないが、ピアノ演奏以外のパフォーマンスをも行っている。『小石を移動する行動』（2010）はそのひとつである。かつてはオーディオドラマ（「どきゅめんと・ぐヴぉおろぢI」ほか）への挑戦も見られた。
2008年から、複雑なテクスチュアの室内楽曲を発表し始めるが、共演しているのは、ほとんどがアカデミックな音楽教育や現代音楽へのアプローチを受けていない即興演奏家、またはジャズ奏者である。スコアは確定的に書かれ、即興演奏の余地はない。それぞれの奏者固有の演奏マナーや創意工夫が大きな役割を担っている。『四角い4つの楽章』では、かつてのイギリス実験音楽の系譜にいたベネジクト・メイソン、コーネリアス・カーデューやジョン・ホワイトの感覚を想起させるが、意外なほど江村のレパートリーにはイギリス現代音楽は入っていない。2012年にロバート・サクストンの『左手のためのシャコニィ』を演奏したのは、例外的な選曲である。この曲に限らず、アルフレッド・カセッラ、カール・ラッグルズ、イェーネ・タカーチ等、日本国内ではほとんど演奏されない作品を弾くことがある。
2005年まではピアノを主体としたコンサートと、自作発表のコンサートを別々に企画していた。しかし2006年に13絃筝のための『銀鉄平を置く』を発表して以後は、一晩のコンサートに自作とほかの作曲家のピアノ曲を突き混ぜており、このころから共演者の数が増えている。

## 年譜
- 1989年に最初のピアノ独奏コンサートと作品コンサート『げんこやのたぬさん』を行った。最初のピアノ独奏コンサートでイーゴル・ストラヴィンスキー『イ調のセレナード』を弾いた。
- 1991年から1993年にかけて、詩人の吉岡又司が書いた『冬の手紙 I 』、『冬の手紙 II 』に基づく室内楽曲『冬の手紙』、およびピアノ曲『冬の手紙のための習作』を作曲。
- 1993年、新宿区四谷のP3で行われたジョン・ケージ作品連続演奏会（全3回）に出演。
- 1995年からコンサートシリーズ『江村夏樹ピアノ独奏』を1年に1回主催、高橋悠治、井上郷子、吉野弘志、大須賀かおり、新垣隆、甲斐史子、西陽子などが客演した。
- 1996年、平石博一との共同主催でコンサートシリーズ『江村夏樹プレイズ平石博一』（全3回）を行い、それまでの平石の全ピアノ曲と、モートン・フェルドマン、フィリップ・グラス、ゴードン・ムンマ、ジョン・ケージ、ヒュー・シュラプネル、高橋悠治の作品を演奏する。このとき平石のピアノ連弾作品で野村誠が客演した。同年、野村が組織した鍵盤ハーモニカアンサンブル「P-blot」の旗揚げ公演のために『反閇の音楽（へんばいのおんがく）』を作曲する。
- 1997年、社長も社員もいないコンサートホスト「太鼓堂」を立ち上げ、1月には『江村夏樹ピアノ独奏　ジョン・ケージのピアノ曲』と題して、『チープ・イミテーション』、『0'00″』、『ピアノのための電子音楽』を含む、ケージ作品だけのコンサートを催した。2000年4月、相模原市・常福寺の招きで『ジョン・ケージを問う』と題するライヴを行う。
- 1997年、テープ音楽『24 Dots』（1992）を収録したCDが発売される。
- 高橋悠治とのコラボレーションは1998年11月、小山清茂『日本のピアノ』の抜粋を歌いながらピアノ連弾したのが最初である。このときは吉森信が打楽器奏者として加わった。
- 1999年、さいたま芸術劇場の音楽ホールでピアノ独奏曲『ファンファーレ集』（1991-1997）が高橋悠治によって演奏され、実況録音がCDになった（高橋悠治リアルタイム9『ピアノ』）。
- 1999年まで、時折ライヴハウスで録音作品と生演奏が同時進行するセッションを行う。即興セッションにも参加していたが、2001年以降は即興演奏を行っていない。
- 2000年、邦楽プロジェクト「糸」（主宰＝高田和子、プロデュース＝高橋悠治）の委嘱で『獺祭語義（だっさいごぎ）』を作曲、2000年以降は年に2回自主興行を催し、自作のほか、バロックから現代にいたるピアノ曲を演奏している。
- 2000年7月、作品コンサート『江村夏樹を演奏する人々』で1991年以後制作した作品を採りあげ、木ノ脇道元、菊地秀夫、池田愛などの現代音楽の演奏家たちのほか、八木美知依、近藤達郎、渕上純子、朝比奈尚行、今井次郎が演奏を担当した。この作品コンサート以降、次第に現代音楽以外のジャンルで活躍する音楽家や俳優との共演が多くなった。
- 2002年、ウェブサイトを立ち上げ、現在まで「江村夏樹が作曲や演奏で実践していること（何を考えてやっているか）」を連載中。同年、「水牛」（八巻美恵、三橋圭介、佐藤裕子、高橋悠治が主催）から作品集『云々』（CD）が出版された。
- 2002年には「時々自動」（主宰＝朝比奈尚行）の本公演『ライトロジー』の音楽を担当し、同年、御喜美江の委嘱で『月を見ながら歌をうたうか』を書いている。
- 2003年5月には、マース・カニンガムのダンスのためにケージが書いた『得体の知れない冒険（Mysterious Adventure）』を、大和田有のダンスと共に演奏した。
- 2004年7月、演奏時間55分を要する8人の演奏家（音響技師を含む）のための『夢』を公開。
- 2005年3月、ジョン・ケージ『プリペアド・ピアノのためのソナタとインタリュード』全曲を披露した。その後も折に触れケージ作品の演奏に取り組んでいる。6月、2人の女性ヴァイオリン奏者、1人の女声打楽器奏者、1人の女性ヌードアクター、1人の場内清掃人（男）のための『性質の異なる女たちの間で行われた不完全な対話』を公開。
- 2006年から2007年まで、音楽上のコミュニケーションについて試行錯誤したことが、ウェブサイトのエッセイに書かれている。2008年以降、軌道修正し、独自の作曲と演奏を続けている。
- 2008年以降は松本健一、山本ヤマ、金子泰子、mori-shige、日高和子、柴田暦、高橋牧、高橋由房、黒木麻未などが演奏に加わっている。
- 2010年から2015年まで、ピアノが入った数人編成の室内楽曲を集中的に作曲し、みずからピアノを担当して発表。2013年作曲の『もつれる』（笙、阮咸、クラリネット、ピアノ）以後は邦楽器の使用が増え、『しづかなるうた』（2014、薩摩琵琶独奏）、『エンテレケイア』（能管、ピアノ）などがある。楽譜は複雑で、演奏家にも創造性を要求しているところがある。中村仁美、三浦礼美、仲林光子、長谷川真子、立岩潤三、齊藤庸介、仲林利恵、山田あずさ、近藤治夫などが共演。